# منطقة زرقاء

رسم تخطيطي يوضح القواسم المشتركة بين ثلاثة من المناطق الزرقاء التي تم تحديدها حول العالم.

المنطقة الزرقاء (بالإنجليزية: Blue Zone)‏ هي عبارة مستحدثة تمت صياغتها حديثا بغرض تحديد المناطق القليلة في العالم التي تتميز بعمر ساكنها الطويل مقارنة بمتوسط الأعمار في بقية مناطق العالم.
الغرض من الاحصائية هي أخذ "دروس لعيش حياة طويلة، من الأشخاص الذين عاشوا أطول الأعمار، في مختلف مناطق العالم."

## التسمية
تمت صياغة المصطلح لأول مرة على يد الأكاديمي الإيطالي جياني بيس والديموغرافي البلجيكي ميشيل بولان. على خلفية اكتشافهما في سنة 2000، في مقاطعة نورو (سردينيا) لأعلى تركيز للأشخاص المعمرين في العالم منتشرين في العديد من القرى الجبلية التابعة لهذه المقاطعة. بعد تحديدهم لمنطقة تجمع هذه القرى قاما بتمييزها على الخريطة خريطة باستعمال الحبر الأزرق، وأطلقوا عليها اسم «المنطقة الزرقاء».
تلقى هذا الاكتشاف دعما واسعا من طرف منظمة ناشيونال جيوغرافيك، ما حدا بهذه الأخيرة إلى إطلاق مشروع مماثل بحلول سنة 2002 يهدف إلى تحديد مناطق زرقاء أخرى مماثلة حول العالم.

## المناطق الزرقاء حول العالم
هناك في المجموع خمس مناطق زرقاء حول العالم تم تحديدها ومناقشتها من قبل دان بوتنر في كتابه الشهير «المناطق الزرقاء: دروس لعيش حياة طويلة، من الأشخاص الذين عاشوا أطول الأعمار»، على أساس خصائص ساكنيها التي تتميز بمعدل أعمار يفوق المعدل الطبيعي، وهي كالآتي:
- القرى الجبلية التابعة لمقاطعة نورو في سردينيا، حيث يكون للرجال (غالبا من الرعاة السابقين) نفس العمر المتوقع عند النساء، في هذه المناطق بالذات يوجد حوالي 30.9 معمرا لكل 100.000 من الساكنة، والمسنون الذين تجاوزوا عقدهم التاسع ويكونون  في حالة بدنية جيدة جدا مقارنة بمن سواهم.
- جزيرة إيكاريا اليونانية في شمال شرق بحر إيجة.
- جزيرة اوكيناوا اليابانية.
- شبه جزيرة نيكويا، كوستاريكا التي يبلغ عدد سكانها حوالي 100000 نسمة، حيث معدل الوفيات في سن 50 هو أقل من المعدل الطبيعي.
- مدينة لوما ليندا الأمريكية في كاليفورنيا، وهي مجتمع من طائفة السبتيون، يعيش معظم أفرادها في المتوسط أعمارا أطول بنحو 10 سنوات عن متوسط الأعمار في الولايات المتحدة الأمريكية.[3][4]

## عوامل مواتية لإطالة العمر
تشترك هذه المناطق الزرقاء في نقطة واحدة تتجلى في كونها مناطق مشمسة وجيدة التهوية. كما تتميز بنظم غذائية مختلفة ولكنها في نفس الوقت لها جانبين مشتركين. أولهما، اعتماد الساكنة في تغذيتم على النباتات (نظام شبه نباتي) والاقتصار على تناول اللحوم والأسماك والجبن فقط خلال المناسبات أو بكميات صغيرة. أما الثاني فهو أكلهم للخضروات. على مستوى الذوق، فإن الوجبات الغذائية تختلف بشكل كبير من منطقة لأخرى. فإذا كان لدى سكان إيكاريا نظام غذائي قريب من النظام الغذائي المتوسطي (الخضروات وزيت الزيتون والبقوليات والفواكه والحبوب الكاملة والأسماك واللحوم البيضاء)، فإن سكان القرى الجبلية في سردينيا لا يستهلكون الأسماك بل اللحوم.
التنقل والحركة هو عامل أساسي في عملية إطالة أعمار ساكني هذه المناطق المناطق، حيث يبقون نشطين بشكل مستمر وبطرق أكثر طبيعية، على غرار ممارسة البستنة والرعي والمشي وقيادة الدراجات وغيرها. الاهتمام بالجانب الإيماني
يمثل هو الآخر واحداً من أهم العوامل التي تجعل الأشخاص المعمرين في حالة نفسية وروحية جيدة، فتقلّ لديهم مستويات الاكتئاب وأمراض القلب والشرايين المسبب الأول للوفيات.
إضافة لما سبق هناك عامل الترابط العائلي الذي يشكل أولوية بالنسبة لساكني المناطق الزرقاء، إذ إنّ المحبة والرعاية على ما يبدو تؤدي في نهاية المطاف إلى سعادة أكثر، وتدفع بالمرء نحو عيش نمط حياة صحي.